# بخش لوندویل
بخش لوندویل از توابع شهرستان آستارا در استان گیلان در شمال ایران است.

## تقسیمات کشوری
- بخش لوندویل
  - شهر لوندویل
    - دهستان چلوند
    - دهستان لوندویل

## جمعیت
بنابر سرشماری مرکز آمار ایران، جمعیت بخش لوندویل شهرستان آستارا در سال ۱۳۹۵ برابر با ۲۲۸۱۴ (۶۸۲۲ خانوار) نفر بوده است.